# Грудень 2005
Грудень 2005 — дванадцятий, останній місяць 2005 року, що розпочався у четвер 1 грудня та закінчився у суботу 31 грудня.

## Події
- 8 грудня — президент Ірану Махмуд Ахмадінежад розпочав серію виступів проти Ізраїлю, ставлячи під сумнів існування Голокосту і взагалі право на існування Ізраїлю на карті світу. Така позиція викликала бурю протесту на Заході.
- 9 грудня — останній день експлуатації знаменитих лондонських двоповерхових автобусів «Рутмастер».
- 11-12 грудня — заворушення в Сіднеї — міжетнічний конфлікт між молоддю європейського (в основному британського) походження та молоддю арабського (в основному лівано-мусульманського) походження.
- 18 грудня - у фіналі клубного чемпіонату світу з футболу бразильський клуб «Сан-Паулу» переміг англійський «Ліверпуль»
- 19 грудня — оголошено лауреатів Державної премії України в галузі науки і техніки 2005 року.